# Mezquita Pul-e Khishti
La Mezquita Pul-e Khishti es la mezquita más grande de Kabul, la capital de Afganistán. Está situada en el centro del viejo Kabul y su elemento más característico es su gran cúpula azul. 
La mezquita fue construida originalmente en el siglo XVIII, pero en gran parte fue reconstruida por Zahir Shah (el Padre de la Patria de Afganistán), en la década de 1960. La Mezquita Pul-e Khishti ha sido dañada durante los recientes combates en la zona, pero es uno de los pocos edificios de la ciudad que han tenido frecuentes trabajos de restauración y acondicionamiento.